# 查克拉 (科羅拉多州)
查克拉（英語：Chacra）是位於美國科羅拉多州加菲爾德縣的一個人口普查指定地區。

## 地理
查克拉的座標為39°34′43″N 107°27′02″W / 39.57861°N 107.45056°W，而該地最高點為海拔高度1768米（即5800英尺）。

## 人口
根據2010年美國人口普查的數據，查克拉的面積為2.55平方千米，當中陸地面積為2.55平方千米，而水域面積為0.10平方千米。當地共有人口329人，而人口密度為每平方千米129人。